# 릴리언 모리에리
릴리언 모리에리(Lillian Molieri Bermúdez, 1925년 1월 18일 ~ 1980년 9월 13일)는 니카라과의 배우이다.

## 영화
- 세레나데 (1956년)
- 에메랄드 (1954년)
- 왈가닥 루시 (1951년)
- 마이 페이버릿 스파이 (1951년)
- 타잔 - 조니 웨이스뮬러 편 10 (1946년)